# 中国救生协会
中国救生协会是中华人民共和国游泳救生运动从业者组成的全国性体育组织，由中华全国体育总会领导，成立于2005年，会址位于北京市。